# Lago di Mezzano
Il lago di Mezzano (in Latino: Lacus Statoniensis) è un piccolo lago dell'Italia centrale in provincia di Viterbo nel Lazio, di origine vulcanica, formatosi circa 400.000 anni fa.

## Descrizione
Situato a ridosso del confine con la Toscana, il lago presenta una forma rotondeggiante, tipica per la sua origine, e possiede un emissario, il fiume Olpeta, a sua volta affluente del Fiora. Ha un'area totale di 47,50 ha, un perimetro di 2.516 m, e si trova a 452 m s.l.m. Si trova all'interno del territorio comunale di Valentano (VT), anche se il comune più vicino in linea d'aria è Latera. Nel 2005 il lago è stato proposto come sito di interesse comunitario. Benché situato a soli 7 km dal lago di Bolsena, non ha con esso collegamenti idrografici e si alimenta solo con le acque sorgive e le piogge poiché non ha immissari.

## Storia
Plinio, Vitruvio e Seneca hanno descritto il cono lacustre di Mezzano Lacus Statoniensis ("lago delle costruzioni") per i resti di villaggi di palafitte sommersi dalle acque, ritrovati grazie alle esplorazioni subacquee del fondale del 1973. Il Villaggio ha restituito la più grande quantità di reperti integri di tutta l'Italia centrale, conservati nel museo della Tuscia e della Rocca Farnese di Valentano e comprendenti ceramiche, oggetti di legno e bronzi. Per tale ragione, la campagna della Soprintendenza per i Beni archeologici dell'Etruria Meridionale ha avuto una vasta eco.
Dall'aiuto degli studi sul sistema di insediamento e dal ritrovamento dei reperti si evince la certezza che le rive del lago siano state popolate a partire dall'Età del rame (III millennio a.C), durante l'età della "Cultura Appenninica" nell'Età del Bronzo, fino al Bronzo finale (XII sec a.C.).

## Ambiente
L'ambiente del lago di Mezzano è quasi completamente inalterato, privo delle tracce della presenza umana e abbastanza distante dai centri abitati. È possibile arrivarci solo a piedi. Il perimetro del lago è circondato da canneti e campi coltivati dagli agricoltori del luogo. Le sue acque sono limpide e i colori vanno dal blu profondo al verde cobalto. È situato in una cavità a forma di tronco di cono rovesciato, molto probabilmente un cratere d'esplosione dell'apparato eruttivo di Latera.

### Fauna
In corrispondenza del fiume Olpeta troviamo una ricca avifauna: gallinelle d'acqua, martin pescatori, porciglioni, folaghe e il falco di palude. Le acque del lago sono abitate da una grande varietà di pesci quali tinche, carpe, trote, lucci ed il persico-trota.

### Flora
I versanti sono ricoperti da una fiorente vegetazione arborea. Particolare attenzione merita il bosco che si trova sul versante ovest, Monte Rosso, nel quale alberi di alto fusto con piante di cerro e roverelle secolari nascondono il Castello di Mezzano, di origine longobarda, distrutto nella metà del 1300. La leggenda narra che Pia de' Tolomei, nobildonna senese ricordata da Dante nel V canto del Purgatorio sia stata rinchiusa e uccisa qui. A circa 1,5 Km dal lago sorge una grandissima roverella, monumento alla natura, una delle più antiche piante del Lazio. Troviamo, inoltre, il colle Monte Becco che domina la Riserva Naturale del Lamone di Farnese (Italia), comune limitrofo.